# Allegany (Oregon)
Allegany az Amerikai Egyesült Államok északnyugati részén, Oregon állam Coos megyéjében, az Oregon Route 241 mentén elhelyezkedő önkormányzat nélküli település.
A közelben fekvő állami parkban kettő, harminc méter magas vízesés található.

## Története
Az 1893. március 25-én megnyíló posta első vezetője William Vincamp volt; sírhelye a helyi temetőben található. Az Allegany név New York államban gyakori, míg Pennsylvaniában az Allegheny forma az elterjedtebb.
A gyér közúthálózat miatt a közlekedést 1948-ig a Welcome nevű propelleres hajóval biztosították.

## Fordítás
- Ez a szócikk részben vagy egészben  az   Allegany, Oregon című angol Wikipédia-szócikk ezen változatának fordításán alapul.  Az eredeti cikk szerkesztőit annak laptörténete sorolja fel. Ez a jelzés csupán a megfogalmazás eredetét és a szerzői jogokat jelzi, nem szolgál a cikkben szereplő információk forrásmegjelöléseként.